# Rathaus (Glückstadt)

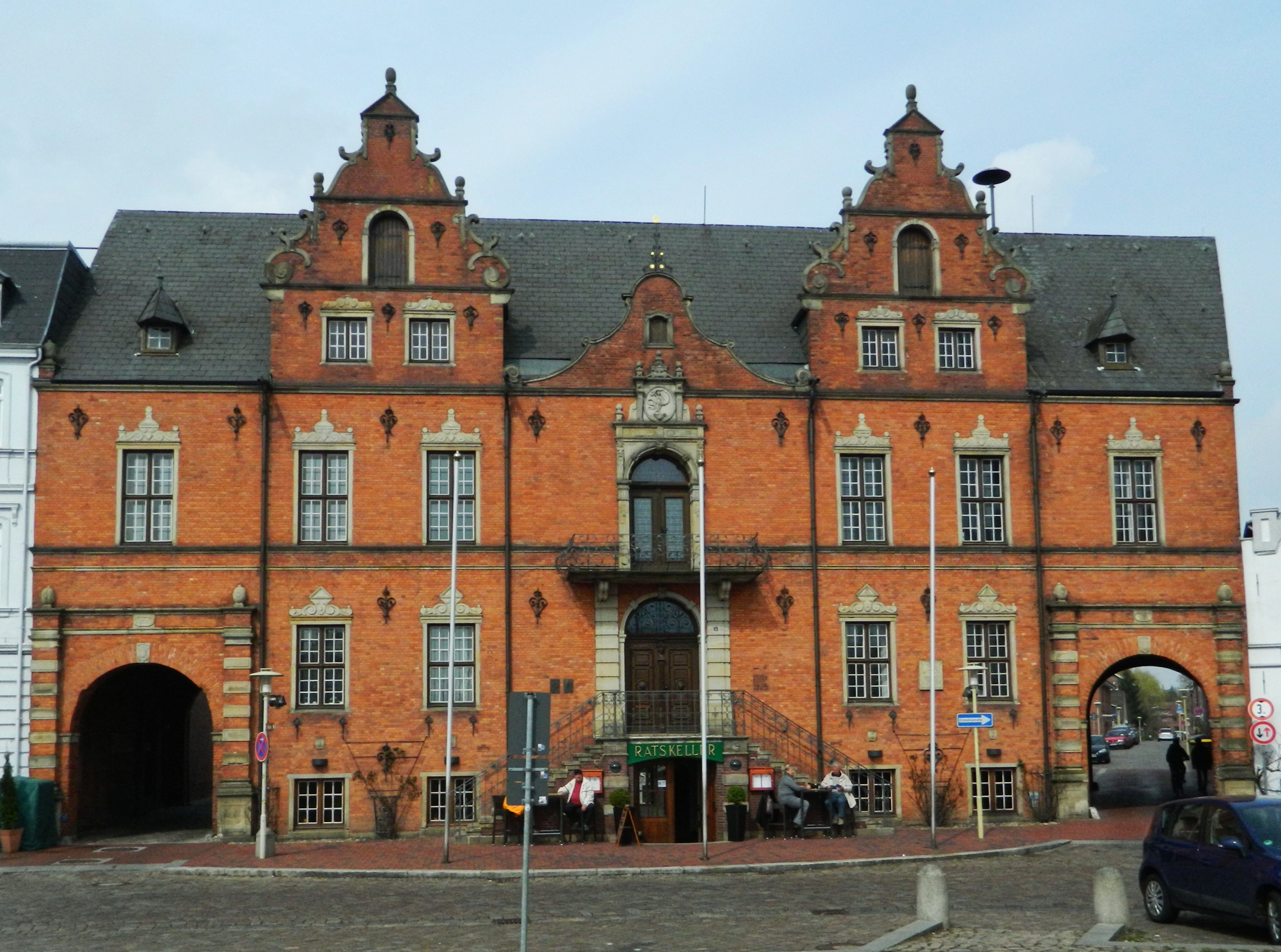
Das Glückstädter Rathaus

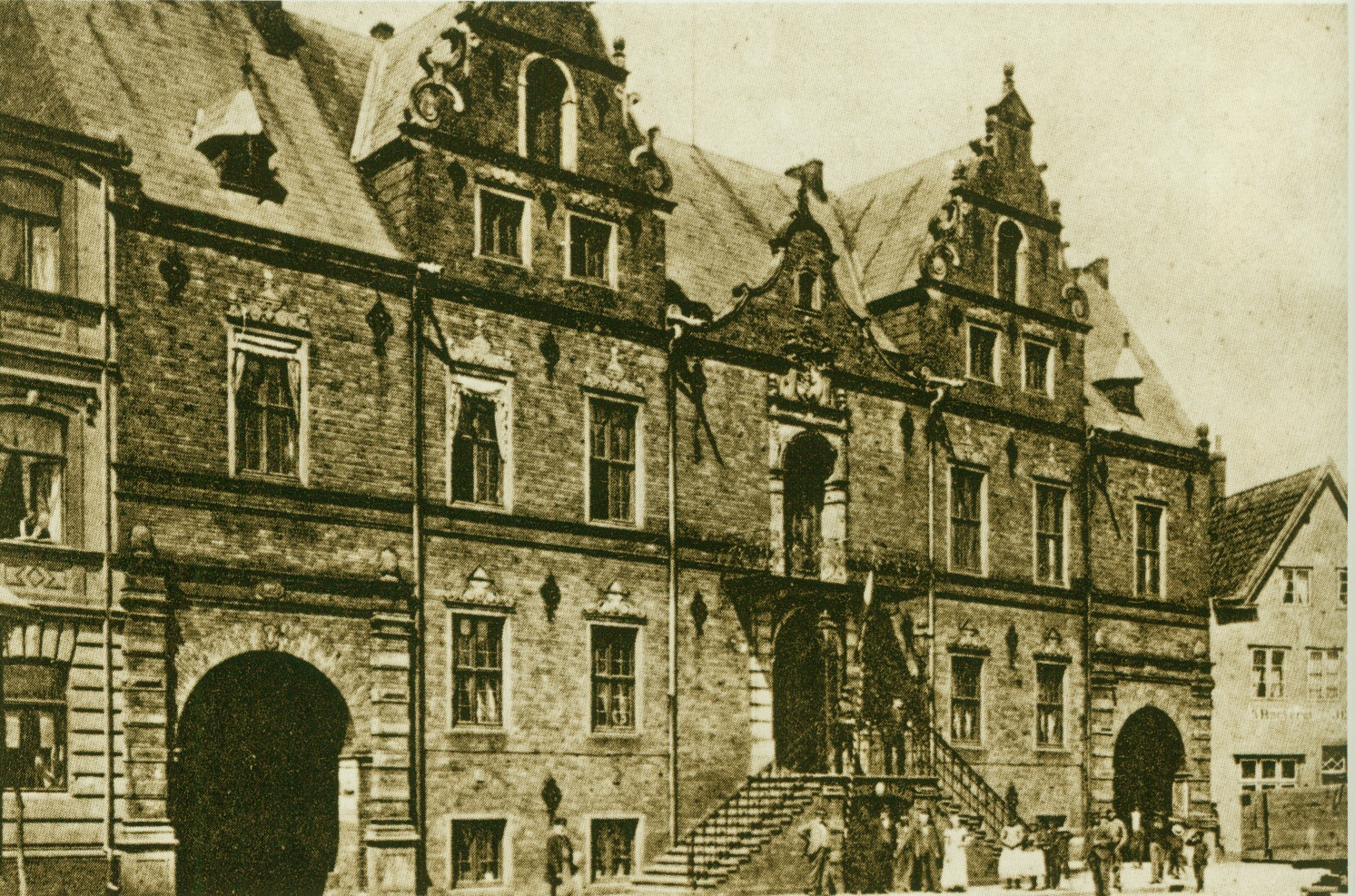
Das Rathaus um 1895

Das Glückstädter Rathaus befindet sich in der historischen Altstadt von Glückstadt im westlichen Schleswig-Holstein. Es steht direkt am Marktplatz, den es zusammen mit der ihm gegenüber stehenden Stadtkirche dominiert.

## Bauwerk und Baugeschichte

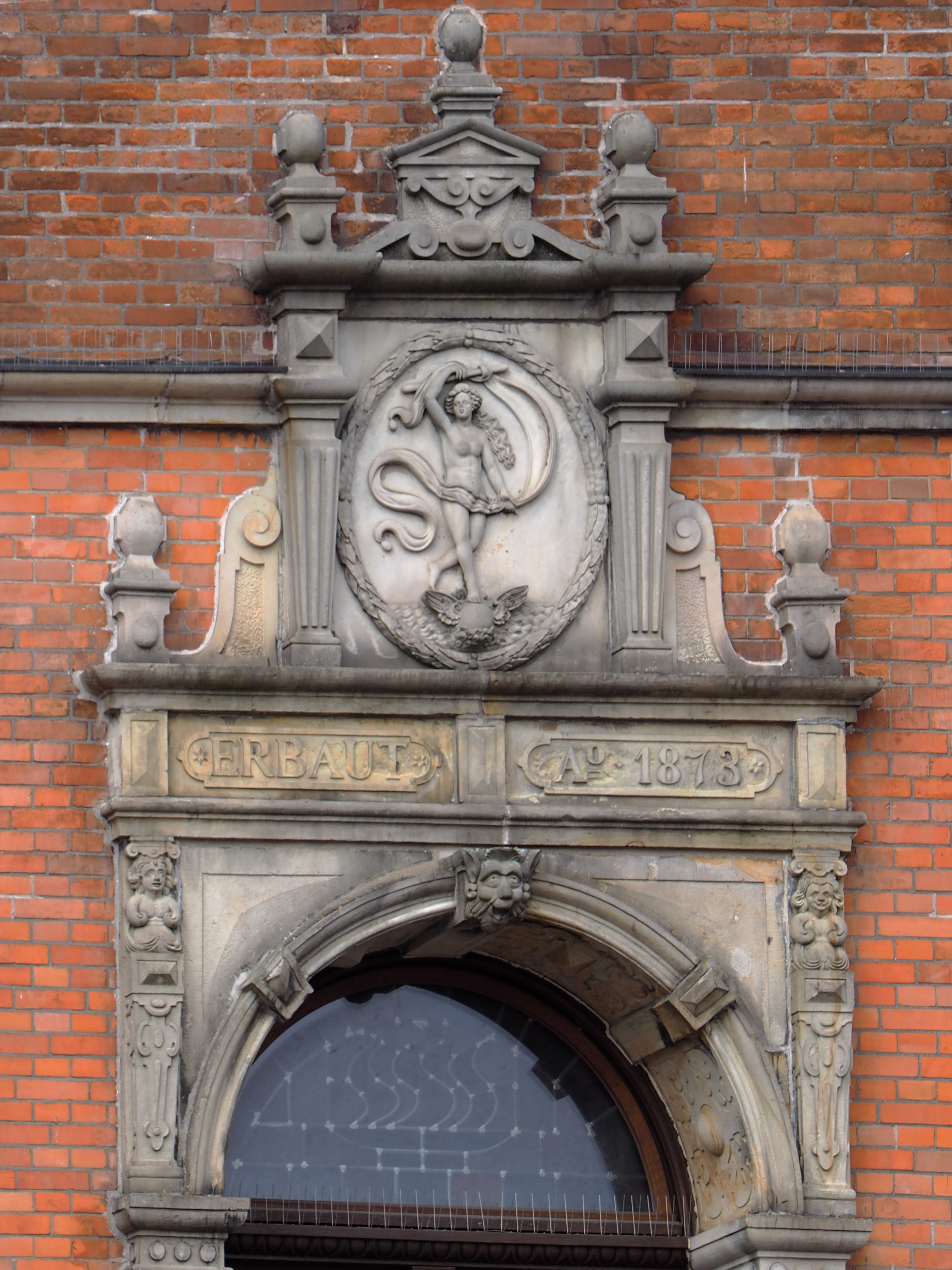
Das Sandsteinportal im Obergeschoss zeigt ein Relief der Glücksgöttin Fortuna, Stadtpatronin von Glückstadt

Es handelt sich um einen traufständigen, zweigeschossigen Bau auf hohem Sockel in den typischen Formen der Nordischen Renaissance. Er ist in Backstein errichtet und mit Sandsteinelementen gegliedert. Die Front zieren zwei hohe Zwerchhäuser mit geschweiften Giebeln, die einen kleineren geschweiften Mittelgiebel einschließen. Das Hauptportal wird über eine zweiseitige Freitreppe erreicht. Auf beiden Seiten führen zwei große Durchfahrten zu den dahinter liegenden Straßen.
Das heutige Rathaus ist der Nachfolger eines von 1642 bis 1643 durch Willem van Steenwinckel entworfenen Baus. Dieser wurde auf Veranlassung des dänischen Königs Christian IV. in der erst 1617 gegründeten Stadt errichtet. Aufgrund einer ungenügenden Fundamentierung wurde der Bau in den folgenden Jahrhunderten zunehmend instabiler und schließlich baufällig. Das alte Rathaus wurde daher im 19. Jahrhundert weitgehend abgetragen und von 1873 bis 1874 in alter Form neu errichtet.

## Innenbereich
Das Foyer des Rathauses zählt heute zu den bedeutendsten Treppenhäusern Norddeutschlands. Bei einer Restauration 2021 legte man auf beiden Ebenen gut erhaltene Malereien an Wänden und Decken frei, die aus Bauzeit des Hauses stammen.  Die Malereien zeigen als optische Täuschung räumliche Effekte, dazwischen gibt es auch echte Säulen.
In der oberen Ebene befand sich vor der Restaurierung  ein großes Gemälde aus dem Jahr 1648 (185 × 400, Öl auf Leinwand). Es zeigt den Ritter Markwart von Pentz zu Pferde vor einem Landschaftspanorama des Niedersächsisch-Dänischen Krieges.  Markwart von Pentz (1575–1627) war u. a. Befehlshaber der dänischen Reiterei, Landrat zu Holstein und Generalkommissar für ganz Niedersachsen.  Nach der Restaurierung fügte sich das Gemälde nach Ansicht des Denkmalschutzes nicht mehr in die Wandgestaltung ein. Es wurde im Ratssaal aufgehängt.

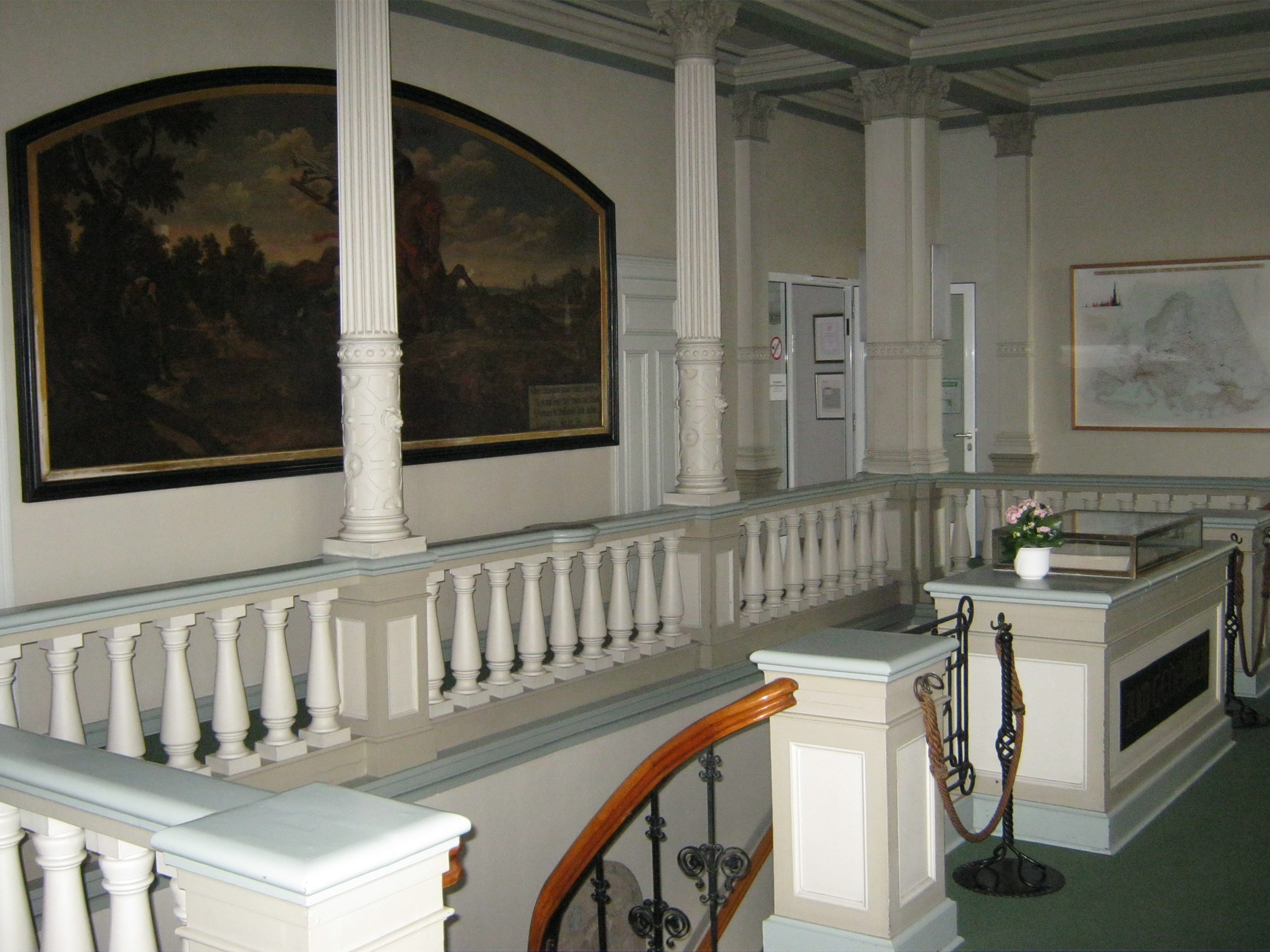
Oberes Foyer vor der Restaurierung Das Prentz-Gemälde hängt noch.
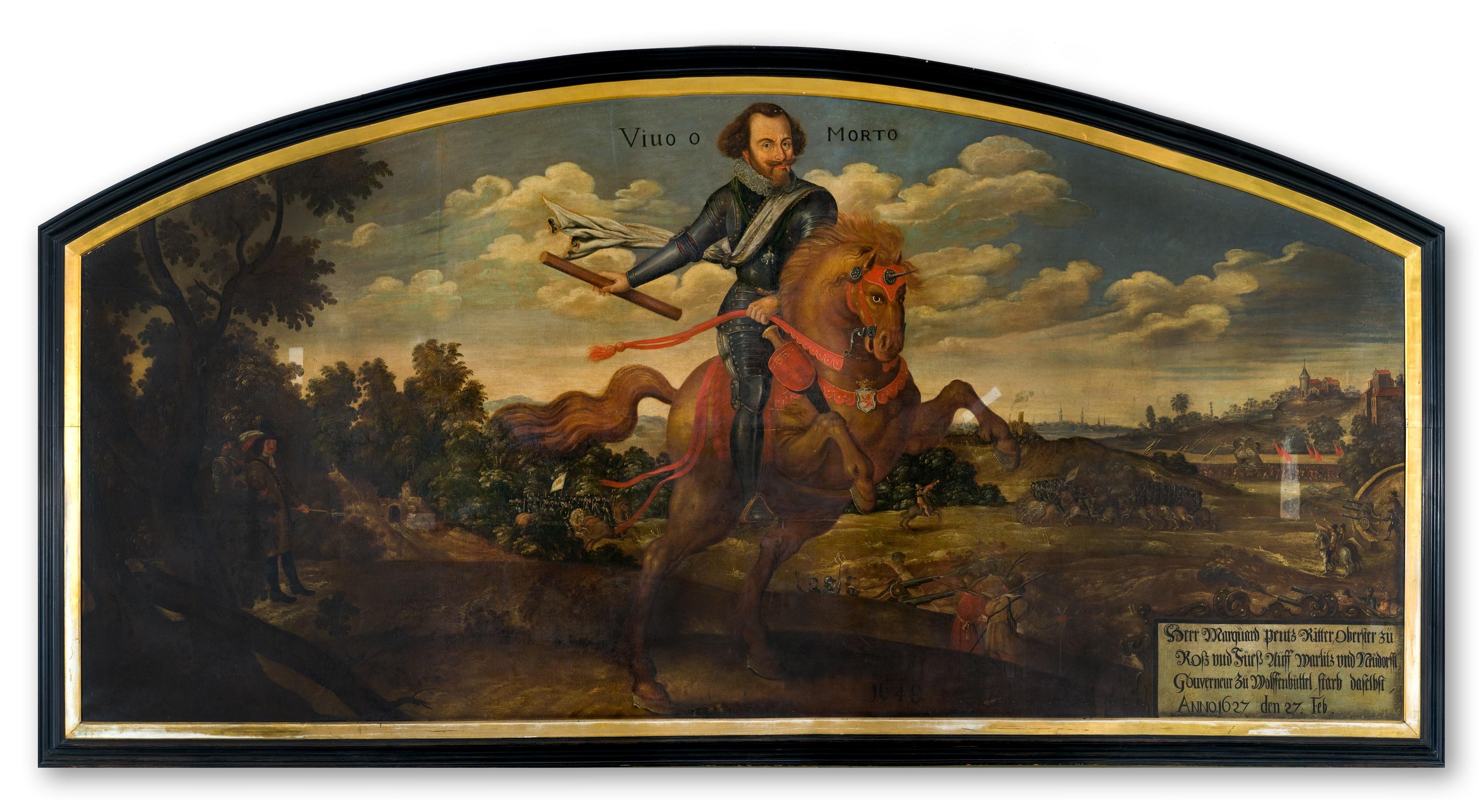
Gemälde „Ritter Markwart von Pentz“ Das Bild gehört der Stadt und wurde durch Spenden 2016 restauriert.

## Heutige Nutzung
Das Rathaus ist Sitz des Bürgermeisters, der Stadtverwaltung, des Bürgerbüros und des Standesamtes. Die meisten Mitarbeiter der Stadt arbeiten hier. Durch einen Anbau an den denkmalgeschützten Altbau sind die Räumlichkeiten schon einmal erweitert worden. Es besteht aber weiterer zusätzlicher Raumbedarf (Stand 2023).